# Bilancio energetico (economia)
Il bilancio energetico è lo strumento fondamentale per analizzare la situazione della domanda e dell'offerta di energia di un Paese o un'area.

## Problemi di costruzione

### Quali coefficienti di conversione utilizzare
Per costruire un bilancio energetico bisogna avere un'unità di misura unica. Esistono diverse unità di misura dell'energia (e della potenza), di solito legate al tipo di manifestazione/fenomeno che si considera (calore: es. kcal, elettricità: es. kWh, energia meccanica es. J, …) o al tipo di energia-stock (petrolio: es. barile, gas: es. m3, carbone…)
Esistono coefficienti di conversione per passare da un'unità di misura all'altra.
Mentre i coefficienti “fisici” sono univoci, quelli per costruire un BE pongono problemi di varia natura (contenuto calorico dei combustibili, contabilizzazione della produzione elettrica fatale...)

### Quale grado di dettaglio di informazione fornire
Il bilancio energetico vuole rappresentare il flusso energetico dalla captazione all'uso (negli input, nelle trasformazioni, negli impieghi finali).
Lungo tale processo si distinguono:
1. l'energia primaria
2. l'energia secondaria
3. l'energia finale
4. l'energia utile

Esistono bilanci energetici che si limitano al primo stadio, di solito i bilanci energetici si arrestano all'”energia finale”
Vi sono bilanci energetici per tipi di uso (invece che per settori) e “bilanci in energia utile” (che permettono di passare dall'energia finale all'energia utilizzata).

## Cosa permette di capire il bilancio energetico
Alcune informazioni desumibili dal bilancio energetico sono il grado di dipendenza dall'estero, la struttura di offerta per fonti primarie, le perdite di trasformazione, la struttura della domanda per settori di impiego e il legame tra settore/uso/fonte.